# K-554 Imperator Aleksandr III
K-554 Imperator Aleksandr III (rusko Император Александр III) je strateška jedrska podmornica razreda Borej-A Ruske vojne mornarice. Poimenovana je po carju Aleksandru III. Njen gredelj je bil položen 18. decembra 2015, splavljena je bila 29. decembra 2022, v uporabo pa je bila dana 30. novembra 2023. Projekt je razvil konstruktorski biro Rubin, glavni konstruktor pa je bil Vladimir Anatoljevič Zdornov. Je četrta podmornica posodobljenega razreda Borej-A, ki se od osnovnega razreda razlikuje po velikih strukturnih spremembah, manjši hrupnosti in posodobljeni komunikacijski opremi. Kljub napovedanemu povečanju oborožitve s 16 na 20 raket Bulava, nosi posodobljen razred enako število raket kot osnovni.
Podmornica je del 25. divizije podmornic Tihooceanske flote v Viljučinsku.